# قانون ضدتروریسم ۲۰۰۹
قانون ضدتروریسم ۲۰۰۹ (انگلیسی: Anti-terrorism Act, 2009)، یک قانون بنگلادشی است که برای هدف قرار دادن تروریسم بطور ویژه طراحی شده‌است.

## تاریخچه
این قانون توسط دولت اتحاد بزرگ به رهبری مجمع عوام بنگلادش در سال ۲۰۰۹ تدوین شد. این قانون از ۱۱ ژوئن ۲۰۰۸ شامل تأثیر عطف به ماسبق شد. این قانون برای هدف قرار دادن تروریست‌ها و موسسات مالی مورد استفاده آنها طراحی شده بود. در اصلاحیه سال ۲۰۱۲ این قانون، بالاترین مجازات در این قانون به مجازات اعدام تغییر داده شد. در سال ۲۰۱۳ اصلاحیه دیگری استفاده از محتوای رسانه‌های اجتماعی به عنوان مدرک را مجاز شمرد.

## انتقاد
گروه حقوق بشر، اودیکار، خواستار لغو این قانون شده‌است چرا که این قانون را به عنوان یک توطئه برای سرکوب مخالفان دولت توصیف می‌کند. مواردی که تحت این قانون قرار می‌گیرند نیاز به تصویب دولت برای برای شروع محاکمه دارند که گاهی اوقات به تأخیر می‌افتد؛ بنابراین، این قانون به‌طور مؤثری پرونده‌ها را در وضعیت فراموشی قانونی قرار می‌دهد.